# Guerra de Volta-Bani
La Guerra de Volta-Bani o Bona Kele va tenir lloc principalment en l'Alt Volta francès (actualment Burkina Faso), entre 1915 i 1916. Va ser una guerra d'un exèrcit d'indígenes africans resultant d'una coalició heterogènia que incloïa gent de diferents ètnies que van combatre contra l'exèrcit francès.
Nombroses forces indígenes d'entre 15.000 i 20.000 homes van lluitar en diversos fronts, i es van a comprometre a no deixar les armes fins a la sortida definitiva dels europeus. Després d'un any i de diversos contratemps, l'exèrcit francès va derrotar els insurgents i van empresonar o executar als seus líders, però la resistència va continuar fins al 1917.

## Desenvolupament
La guerra va començar el 17 de novembre de 1915, quan els habitants d'una dotzena de pobles es van reunir al poble de Bona, que es troba en els meandres del riu Volta a uns 50 km al sud de Dédougou, per a alçar les armes contra el govern colonial. Els motius d'insatisfacció eren de reclutament militar forçat de soldats. Aquestes regions eren, de fet, subjectes a un reclutament important de tropes colonial per a servir en els fronts de la Primera Guerra Mundial.
Al desembre de 1915, aquestes tropes, armades només amb arcs, mosquets, i un quants fusells obsolets, van repel·lir a una columna militar de tropes colonials de l'Àfrica Occidental Francesa, composta per 200 auxiliars i 24 tirailleurs. Posteriorment van repel·lir una columna de 800 homes. La guerra va agrupar ràpidament a un nombre important d'ètnies: Marka, Bwa, Samo, Minianka, Bobo, Dakkakari, Nuna, Fulbe, Toussian, Sambla, Winiamas.
Per a fer front a la inesperada resistència, el comandant de les tropes d'Àfrica Occidental Francesa, el general Pineau, va confiar al coronel Molard la missió per a destruir aquesta resistència. Al febrer de 1916, es va posar en marxa una nova columna militar, que va organitzar una campanya sistemàtica de destrucció, amb 750 homes i dues seccions de metralladores. Altres dues columnes es van posar en marxa a l'abril de 1916, quan l'aixecament estava en el seu apogeu, i va cobrir una gran àrea.
Les últimes oposicions armades van ser destruïdes al setembre de 1916. Uns 110 llogarets van ser destruïts per les tropes colonials.

## Conseqüències
Les autoritats colonials es van veure sorpreses pel caràcter supra-tribal d'aquesta guerra, i el caràcter total de la guerra lliurada per les tropes anticolonials. Per a alguns autors, aquesta és una de les majors guerres anticolonials d'Àfrica.
Va ser la principal raó per a la creació de la colònia d'Alt Volta (actualment Burkina Faso) després de la Primera Guerra Mundial, per separació de la gran colònia d'Alt Senegal i Níger en set districtes.
El nom de «Guerra de Volta-Bani» va ser encunyat en el llibre West African Challenge to Empire: Culture and History in the Volta-Bani War (Desafiament d'Àfrica Occidental a l'Imperi: Cultura i història en la guerra de Volta-Bani), que és una anàlisi antropològica i descripció detallada dels enfrontaments, sobre la base dels arxius de documents militars i una elaborada interpretació de la regió, basat en el treball etnogràfic de camp i la història oral. El llibre va guanyar el Premi Amaury Talbot del Royal Anthropological Institute l'any 2002.
Un relat de ficció sobre la revolta va ser objecte d'una de les primeres obres literàries importants d'Àfrica Occidental, de Nazi Boni, Crépuscule des temps anciens (1962).